# 2016 في تونس
تحتوي هذه المقالة على أهم الأحداث التي شهدتها تونس في 2016، إضافة إلى أهم الشخصيات التونسية المولودة والمتوفية في هذه السنة.

## الحكم
- رئيس الجمهورية التونسية: الباجي قائد السبسي (منذ 31 ديسمبر 2014).
- رئيس الحكومة التونسية: الحبيب الصيد ثم يوسف الشاهد (منذ 27 أغسطس 2016).
- رئيس مجلس نواب الشعب: محمد الناصر (منذ 4 ديسمبر 2014).
- الحكومة: حكومة الحبيب الصيد ثم حكومة يوسف الشاهد.
- مجلس نواب الشعب: المدة النيابية الأولى.

## الأحداث

### يناير
- 6 يناير: تحوير وزاري في حكومة الحبيب الصيد شهدت تغيير 7 وزراء منهم 3 من وزراء السيادة.
- يناير: اكتشاف مستحاثة هيكل عضمي لتمساح عملاق يمكن أن يكون الأكبر في محيط مدينة غمراسن جنوب تونس، تم تسميته ماشيموسوروس ريكس (Machimosaurus rex) يقدر طوله ب9 أمتار ويرجع لما بين 120 و130 مليون سنة.[1]

### فبراير
- 2 فبراير 2016: مقتل 5 مسلحين وجرح أمني واحد في مواجهة في ولاية قابس.[2]

### مارس
- 2 مارس: مواجهة مسلحة في مدينة بنقردان تخلف 5 قتلى من المسلحين ومقتل مدني واحد، بينما جرح 3 أمنيين.[3]
- 7 - 10 مارس: هجوم إرهابي على مدينة بنقردان في بنقردان يخلف 20 قتيلا من المدنيين والقوات الأمن والجيش، و54 قتيلا من المسلحين.
- 25 مارس: انطلاق الدورة 32 من معرض تونس الدولي للكتاب.[4]
- 31 مارس: مجلس نواب الشعب ينتخب الأعضاء ال16 للهيئة الوطنية للوقاية من التعذيب.

### أبريل
- 9 - 16 أبريل: الدورة 3 من أيام قرطاج الموسيقية.[5]
- 15 أبريل: مجلس نواب الشعب يوافق على تكوين لجنة تحقيق برلمانية حول تورط التونسيين في الفساد المالي والتهرب الضريبي في قضية وثائق بنما.
- 28 أبريل: رئيس الجمهورية التونسية الباجي قائد السبسي يوقع ويقر قانون المجلس الأعلى للقضاء، الذي أحالته الهيئة الوقتية لمراقبة دستورية مشاريع القوانين لرئيس الجمهورية بعد غياب التوافق داخلها، ويذكر أن مجلس نواب الشعب كان قد وافق بالإجماع على هذا القانون.[6]

### مايو
- 2 - 5 مايو: افتتاح الدورة 17 من المهرجان العربي للإذاعة والتلفزيون في الحمامات.[7]
- 11 مايو: مقتل مسلحين واعتقال مسلح آخر في حي التضامن والمنيهلة في ضواحي تونس العاصمة في إطار عملية دهم.[8]
- 12 مايو: عملية دهم في ولاية تطاوين تسفر عن قتل مسلحين اثنين أحدهما فجر نفسه خلفا أربعة قتلى من الحرس الوطني.[9]
- 20 - 22 مايو: حركة النهضة تعقد مؤتمرها العاشر بحضور رئيس الجمهورية الباجي قائد السبسي والعديد من الشخصيات التونسية والأجنبية، وتجدد انتخاب راشد الغنوشي كرئيس لها، وكذلك انتخاب ثلثي أعضاء مجلس الشورى وتغيير قانونها الأساسي، وتقييم تجربتها منذ التأسيس، إضافة إلى فصل الدعوي عن السياسي.[10]

### يونيو
- 1 يونيو: الرئيس الباجي قائد السبسي يدشن تمثال الرئيس التونسي الأول الحبيب بورقيبة في شارع الحبيب بورقيبة في تونس العاصمة، حيث تم إرجاعه من حلق الوادي أين وضعه زين العابدين بن علي هناك بعد انقلاب 7 نوفمبر 1987.[11]

### يوليو
- 30 يوليو: مجلس نواب الشعب يسحب الثقة من حكومة الحبيب الصيد ب118 صوت ضد تجديد الثقة لها مقابل 3 أصوات مع و22 محتفظ، وكان مجموع المصوتين 148 نائب حيث أن المعارضة رفضت المشاركة في التصويت.
- يوليو - أغسطس: الدورة 52 من المهرجان الدولي بالحمامات.
- يوليو - أغسطس: الدورة 52 من مهرجان قرطاج الدولي.
- يوليو - أغسطس: الدورة 30 من المهرجان الدولي للموسيقى السمفونية بالجم.

### أغسطس
- 26 أغسطس: مجلس نواب الشعب يمنح ثقته لحكومة يوسف الشاهد ب167 صوتا من 1جمالي 194 نائبا فيما اعترض 22 نائبا واحتفظ 5 بأصواتهم.
- 27 أغسطس: أدى أعضاء حكومة يوسف الشاهد اليمين الدستورية أمام رئيس الجمهورية الباجي قائد السبسي في قصر قرطاج.
- 29 أغسطس: مقتل ثلاثة جنود تونسيين وجرح سبعة آخرين بعد استهداف دوريتهم بألغام أرضية في جبل سمامة قرب القصرين، ويأتي ذلك ضمن ما يعرف بأحداث جبل الشعانبي.[12]
- 31 أغسطس: مقتل مسلحين ومدني واحد إثر تبادل إطلاق نار مع قوات الجيش والأمن الوطنيين وسط مدينة القصرين.[13]
- 31 أغسطس: مقتل 16 شخصا وجرح 85 آخرين في حادث سير جد بسوق أسبوعية بمنطقة خمودة قرب مدينة القصرين تسببت به شاحنة محملة بالإسمنت، احترقت على إثره 14 سيارة بالكامل.[14]

### سبتمبر
- 2 - 4 سبتمبر: تنظيم النسخة الأولى من كوميك كون تونس في قصر المعارض بالكرم في تونس العاصمة، والمختص في أفلام الكرتون والقصص المصورة وألعاب الفيديو والفنون الرقمية وذلك لأول مرة في أفريقيا الشمالية.[15]

### أكتوبر
- 28 أكتوبر - 5 نوفمبر: الدورة 27 من أيام قرطاج السينمائية. الفيلم التونسي زينب تكره الثلج للمخرجة كوثر بن هنية يفوز بالتانيت الذهبي، وذهب التانيت الفضي للفيلم المصري اشتباك  للمخرج محمد دياب، وأخيرا قدم التانيت البرونزي لفيلم 3000 ليلة للمخرجة الفلسطينية مي المصري.[16]

### نوفمبر
- 18 نوفمبر - 26 نوفمبر: الدورة 18 من أيام قرطاج المسرحية.

### ديسمبر
- 15 ديسمبر: اغتيال المهندس التونسي محمد الزواري أمام بيته في صفاقس، وهو أحد المشرفين على مشروع تطوير طائرات بدون طيار في كتائب الشهيد عز الدين القسام الفلسطينية.
- ديسمبر: الدورة 49 من المهرجان الدولي للصحراء بدوز.

## الرياضة في تونس
- 8 - 10 أبريل: تنظيم بطولة أفريقيا للجودو 2016 في تونس العاصمة، وجائت حسب عدد الميداليات في المركز الأول تونس تليها مصر ثم الجزائر.
- 29 أبريل - 1 مايو: الدورة 5 من كأس نانا.
- 5 - 21 أغسطس: مشاركة تونس في الألعاب الأولمبية الصيفية 2016 في ريو دي جانيرو (البرازيل).
- الدوري التونسي لكرة القدم 2015-2016
- الدوري التونسي لكرة القدم 2016-2017
- كأس تونس للكرة الطائرة للرجال 2015-2016
- كأس تونس لكرة السلة للرجال 2015-2016
- كأس تونس لكرة اليد للرجال 2015-2016
- بطولة تونس لألعاب القوى 2016
- بطولة تونس لكرة السلة للرجال 2015-2016
- بطولة تونس لكرة السلة للرجال 2016-2017
- الرابطة التونسية المحترفة الثانية لكرة القدم 2015-2016
- الرابطة التونسية المحترفة الثانية لكرة القدم 2016-2017
- الدوري التونسي لكرة اليد 2015-2016
- الدوري التونسي لكرة اليد 2016-2017
- بطولة تونس للجودو 2016
- بطولة تونس للسباحة 2016
- بطولة تونس لكرة الطاولة 2016
- بطولة تونس للكرة الطائرة للرجال 2015-2016
- بطولة تونس للكرة الطائرة للرجال 2016-2017
- كأس تونس لكرة القدم 2015-2016
- كأس تونس لكرة القدم 2016-2017

## وفيات
- 10 يناير: عباس بحري، رياضياتي.
- 28 يناير : إمحمد شاطر،رجل أعمال .
- 7 فبراير: كارم بن الشيخ محمود بوبكر، فيزيائي.
- 13 فبراير: سامي التواتي، لاعب كرة قدم.
- 18 مارس: توفيق قتوشي، سائق دراجات نارية.
- 5 أبريل: محمد الصغير أولاد أحمد، شاعر.
- 14 أبريل: أحمد إبراهيم، سياسي وجامعي ووزير سابق.
- 29 مايو: نجيبة الحمروني، النقيبة السابقة للنقابة الوطنية للصحفين التونسيين.
- 31 مايو: محمد كريم، نقابي وسياسي.
- 14 يوليو: محمد لحويج بوهلال، منفذ هجوم نيس 2016.
- 10 أغسطس: محمد الطاهر المنصوري، مؤرخ.
- 15 أغسطس: عبد القادر بن خميس، سياسي.
- 3 سبتمبر: كلثوم برناز، مخرجة.
- 13 سبتمبر: محمد المنجي الشملي، كاتب وأديب ومترجم.
- 26 أكتوبر: عبد السلام بن حميدة، مؤرخ ونقابي.
- 6 نوفمبر: المنصف السويسي، ممثل ومخرج مسرحي ومن مؤسسي المسرح التونسي.
- 6 نوفمبر: سعيدة السراي، ممثلة.
- 7 نوفمبر: محمد المصمودي، سياسي.
- 17 نوفمبر: صالح الجبالي، سياسي.
- 1 ديسمبر: الهادي التونسي، مغني.
- 5 ديسمبر: محمد دريدي، ملاكم تونسي-فرنسي.
- 13 ديسمبر: عبد القادر غلام، لاعب كرة قدم تونسي-جزائري.
- 15 ديسمبر: محمد الزواري، مهندس ومقاوم مع القضية الفلسطينية.
- 23 ديسمبر: أنيس عمري، منفذ هجوم برلين 2016.

## مقالات ذات صلة
- 2016 في أوروبا
- 2016 في أفريقيا
- 2016 في أمريكا
- 2016 في آسيا
- 2016 في أوقيانوسيا.